# Campeonato Clausura 2022 (Costa Rica)
El Campeonato Clausura 2022 fue la 118.ª edición del campeonato de liga de la Primera División del fútbol costarricense, que concluyó la temporada 2021-22.

## Sistema de competición
El torneo de la Liga Promerica está conformado en dos partes:
- Fase de clasificación: Se integra por las 22 jornadas del torneo.
- Fase final: Se integra por los partidos de semifinal y final.

### Fase de clasificación
En la fase de clasificación se observará el sistema de puntos. La ubicación en la tabla general está sujeta a lo siguiente:
- Por juego ganado se obtendrán tres puntos.
- Por juego empatado se obtendrá un punto.
- Por juego perdido no se otorgan puntos.

En esta fase participan los 12 clubes de la Liga Promerica jugando en cada torneo todos contra todos durante las 22 jornadas respectivas, a visita recíproca.
El orden de los clubes al final de la fase de calificación del torneo corresponderá a la suma de los puntos obtenidos por cada uno de ellos y se presentará en forma descendente. Si al finalizar las 22 jornadas del torneo, dos o más clubes estuviesen empatados en puntos, su posición en la tabla general será determinada atendiendo a los siguientes criterios de desempate:
1. Mayor diferencia positiva general de goles. Este resultado se obtiene mediante la sumatoria de los goles anotados a todos los rivales, en cada campeonato menos los goles recibidos de estos.
2. Mayor cantidad de goles a favor, anotados a todos los rivales dentro de la misma competencia.
3. Mejor puntuación particular que hayan conseguido en las confrontaciones particulares entre ellos mismos.
4. Mayor diferencia positiva particular de goles, la cual se obtiene sumando los goles de los equipos empatados y restándole los goles recibidos.
5. Mayor cantidad de goles a favor que hayan conseguido en las confrontaciones entre ellos mismos.
6. Como última alternativa, la UNAFUT realizaría un sorteo para el desempate.

### Fase final
Los cuatro clubes calificados para esta fase del torneo serán reubicados de acuerdo con el lugar que ocupen en la tabla general al término de la jornada 22, con el puesto del número uno al club mejor clasificado, y así hasta el número cuatro. Al equipo líder se le otorga un lugar para una eventual final en caso de no ganar la segunda ronda, de lo contrario se proclamaría campeón automáticamente. Los partidos a esta fase se desarrollarán a visita, en las siguientes etapas:
- Semifinales
- Final de segunda ronda
- Gran final

Los clubes vencedores en los partidos de semifinal serán aquellos que en los dos juegos anoten el mayor número de goles. De existir empate en el número de goles anotados, la posición se definirá a favor del club con mayor cantidad de goles a favor cuando actúe como visitante. Si persiste la igualdad en los marcadores, se darán treinta minutos de tiempo suplementario en los cuales ya no valdría la regla de gol de visita. Los equipos tendrán derecho a una sustitución adicional y si vuelve a haber empate, los lanzamientos desde el punto de penal definirán al vencedor.
Los partidos de semifinales se jugarán de la siguiente manera:
En las finales participarán los dos clubes vencedores de las semifinales, donde el equipo que cierra la serie será aquel que haya conseguido la mejor posición en la tabla.
Disputará el título, mediante una gran final, el club que haya superado las dos series incluyendo al conjunto que fue líder de la clasificación. Esta última etapa puede evitarse si el equipo líder vence en estas dos instancias, quedando campeón de forma automática. Para la gran final, la regla de gol de visita ya no tendría efecto.

## Equipos participantes

### Equipos por provincia
Para la temporada 2021-22, la provincia con más equipos en la Primera División es San José con cuatro.
| Saprissa Guanacasteca Sporting Herediano Guadalupe Grecia Alajuelense San Carlos Pérez Zeledón Cartaginés Santos Jicaral |

| Provincia  | N.º | Equipos                                       |
| ---------- | --- | --------------------------------------------- |
| San José   | 4   | Guadalupe, Pérez Zeledón, Saprissa y Sporting |
| Alajuela   | 3   | Alajuelense, Grecia y San Carlos              |
| Cartago    | 1   | Cartaginés                                    |
| Guanacaste | 1   | Guanacasteca                                  |
| Heredia    | 1   | Herediano                                     |
| Limón      | 1   | Santos                                        |
| Puntarenas | 1   | Jicaral                                       |

### Información de los equipos
| Equipo        | Ciudad                   | Entrenador           | Capitán               | Estadio                 | Aforo  | Proveedor      | Patrocinador principal (en la equipación) | Transmisión (televisora principal) |
| ------------- | ------------------------ | -------------------- | --------------------- | ----------------------- | ------ | -------------- | ----------------------------------------- | ---------------------------------- |
| Alajuelense   | Alajuela                 | Albert Rudé          | Bryan Ruiz            | Morera Soto             | 17 700 | Kelme          | Tropical                                  | FUTV                               |
| Cartaginés    | Cartago                  | Géiner Segura        | Mauricio Montero      | "Fello" Meza            | 13 500 | Net Sportswear | Banco Nacional                            | FUTV                               |
| Grecia        | Grecia                   | Javier San Román     | Kenner Gutiérrez      | Allen Riggioni          | 4 000  | Living Sport   | Super Rosvil                              | FUTV                               |
| Guadalupe     | Guadalupe                | Walter Centeno       | Darío Delgado         | "Coyella" Fonseca       | 4 200  | ProSport       | Tigo                                      | Tigo Sports                        |
| Guanacasteca  | Nicoya                   | Breansse Camacho     | Pedro Leal            | Chorotega               | 5 500  | Vive+Sports    | SuperCompro                               | FUTV                               |
| Herediano     | Heredia                  | Hernán Medford       | Yeltsin Tejeda        | "Coyella" Fonseca       | 4 200  | Pirma          | Burger King                               | FUTV                               |
| Jicaral       | Jicaral                  | Mauricio Solís       | William Fernández     | Asoc. Cívica Jicaraleña | 1 500  | Joma           | Tigo                                      | Tigo Sports                        |
| Pérez Zeledón | San Isidro de El General | Amarini Villatoro    | Luis Carlos Barrantes | Municipal               | 6 000  | Textiles JB    | Transportes Arguedas                      | FUTV                               |
| San Carlos    | Ciudad Quesada           | Douglas Sequeira     | Álvaro Saborío        | Carlos Ugalde           | 7 000  | Monarca        | Tigo                                      | Tigo Sports                        |
| Santos        | Guápiles                 | Luis Fernando Fallas | Osvaldo Rodríguez     | Ebal Rodríguez          | 3 300  | Eletto Sport   | Tigo                                      | Tigo Sports                        |
| Saprissa      | San Juan de Tibás        | Jeaustin Campos      | Mariano Torres        | Ricardo Saprissa        | 20 558 | Kappa          | BAC Credomatic                            | FUTV                               |
| Sporting      | Pavas                    | José Giacone         | Randall Azofeifa      | Ernesto Rohrmoser       | 3 000  | Monarca        | Tigo                                      | Tigo Sports                        |

#### Relevo de entrenadores
| Equipo         | Entrenador (Jornadas)               | Fecha de vacante | Tipo de despido           | Posición en la tabla | Entrenador entrante         | Fecha de nombramiento   |
| -------------- | ----------------------------------- | ---------------- | ------------------------- | -------------------- | --------------------------- | ----------------------- |
| Jicaral        | César Eduardo Méndez (Pretemporada) | 30 de noviembre  | Destitución               | Pretemporada         | Mauricio Montero Chinchilla | 20 de diciembre de 2021 |
| C.S. Herediano | Jeaustin Campos (1-8)               | 26 de febrero    | Destitución               | 11°                  | Jafet Soto                  | 28 de febrero           |
| C.S. Herediano | Jafet Soto (9-22)                   | 15 de mayo       | Fin del Interinato        | 2°                   | Hernán Medford              | 16 de mayo              |
| Grecia         | Johnny Chaves (1-8)                 | 28 de febrero    | Destitución               | 10°                  | José Araya                  | 1 de marzo              |
| Grecia         | José Araya (9-17)                   | 27 de abril      | Fin del Interinato        | 4°                   | Javier San Román            | 27 de abril             |
| Jicaral        | Mauricio Montero (1-10)             | 10 de marzo      | Destitución               | 10°                  | Mauricio Solís              | 10 de marzo             |
| Saprissa       | Iñaki Alonso (1-12)                 | 7 de abril       | Destitución               | 7°                   | Marco Herrera               | 8 de abril              |
| Saprissa       | Marco Herrera (13)                  | 10 de abril      | Fin del Interinato        | 9°                   | Jeaustin Campos             | 11 de abril             |
| Guanacasteca   | Luis Fernando Fallas (1-14)         | 17 de abril      | Destitución               | 10°                  | Breansse Camacho (*)        | 17 de abril             |
| Guanacasteca   | Breansse Camacho                    |                  | Fin del Interinato        | 12°                  | ?                           | Por definir             |
| AD Santos      | Erick Rodríguez (1-15)              | 20 de abril      | Contratado por la Fedefut | 11°                  | Luis Fernando Fallas        | 21 de abril             |

(*) Interino

## Estadios
|                                                                                        | |                                                                                                |
|                                                                                        | |                                                                                                |
| Estadio Ricardo Saprissa Ciudad: Tibás, San José Capacidad: 20 558 Club: Saprissa      | Estadio Morera Soto Ciudad: Alajuela Capacidad: 17 700 Club: Alajuelense                            |                                                                                                |
|                                                                                        | |                                                                                                |
| Estadio "Fello" Meza Ciudad: Cartago Capacidad: 12 831 Club: Cartaginés                | Estadio "Colleya" Fonseca Ciudad: Goicoechea, San José Capacidad: 4 200 Club: Guadalupe y Herediano | Estadio Carlos Ugalde Ciudad: San Carlos, Alajuela Capacidad: 4 000 Club: San Carlos           |
|                                                                                        | |                                                                                                |
| Estadio Allen Riggioni Ciudad: Grecia, Alajuela Capacidad: 4 000 Club: Grecia          | Estadio Chorotega Ciudad: Nicoya, Guanacaste Capacidad: 4 000 Club: Guanacasteca                    | Estadio Ebal Rodríguez Ciudad: Guápiles, Limón Capacidad: 3 300 Clubes: Santos                 |
|                                                                                        | |                                                                                                |
| Estadio Municipal Ciudad: Pérez Zeledón, San José Capacidad: 3 259 Club: Pérez Zeledón | Estadio Ernesto Rohrmoser Ciudad: Pavas, San José Capacidad: 3 000 Club: Sporting                   | Cancha Asociación Cívica Jicaraleña Ciudad: Jicaral, Puntarenas Capacidad: 1 500 Club: Jicaral |

## Justicia deportiva
Los árbitros de cada partido son designados por una comisión creada para tal objetivo e integrada por representantes de la Federación Costarricense de Fútbol. Para este torneo, los colegiados de la categoría son los siguientes (se muestra entre paréntesis su nombramiento internacional y el año desde que recibieron la distinción). Los árbitros que no pasen las pruebas físicas previo al inicio del torneo serán excluidos del mismo por un periodo determinado hasta que logren la aprobación.
- Adrián Chinchilla Chaves
- Brayan Cruz Miranda
- Cristian Rodríguez Rodríguez
- Hugo Cruz Alvarado
- Keylor Herrera Villalobos (árbitro FIFA) (2019)
- Andrey Vega Chinchilla
- Jesús Montero Fuentes
- Pedro Navarro Torres
- Reinaldo Sequeira Fallas
- Allen Quirós Núñez
- Rigo Prendas González
- Danny Lobo Rodríguez
- David Gómez Araya
- Geiner Zúñiga Molina
- Benjamín Pineda Ávila (árbitro FIFA) (2019)
- Carlos Salazar Obando
- Christian Hernández Arias
- Henry Bejarano Matarrita (árbitro FIFA) (2011)
- Jimmy Torres Taylor
- Juan Gabriel Calderón (árbitro FIFA) (2017)
- Ricardo Montero Araya (árbitro FIFA) (2011)
- Steven Madrigal Fallas
- William Matus Vargas

### Uniformes
| Uniforme Arbitral Rosa | Uniforme Arbitral Amarillo | Uniforme Arbitral Naranja | Uniforme Arbitral Gris |

## Fase de clasificación

### Tabla de posiciones
| Pos. | Equipo               | Pts. | PJ | G  | E | P  | GF | GC | Dif. |  |
| ---- | -------------------- | ---- | -- | -- | - | -- | -- | -- | ---- |  |
| 1    | L. D. Alajuelense    | 42   | 22 | 13 | 3 | 6  | 36 | 19 | +17  |  |
| 2    | C. S. Herediano      | 36   | 22 | 9  | 9 | 4  | 32 | 19 | +13  |  |
| 3    | C. S. Cartaginés     | 34   | 22 | 10 | 4 | 8  | 45 | 36 | +9   |  |
| 4    | Deportivo Saprissa   | 34   | 22 | 10 | 4 | 8  | 30 | 30 | 0    |  |
| 5    | A. D. San Carlos (*) | 34   | 22 | 9  | 7 | 6  | 31 | 31 | 0    |  |
| 6    | Sporting F. C.       | 30   | 22 | 8  | 6 | 8  | 29 | 28 | +1   |  |
| 7    | Guadalupe F. C.      | 29   | 22 | 8  | 5 | 9  | 32 | 37 | −5   |  |
| 8    | Santos de Guápiles   | 26   | 22 | 7  | 5 | 10 | 28 | 31 | −3   |  |
| 9    | Municipal Grecia     | 26   | 22 | 7  | 5 | 10 | 26 | 31 | −5   |  |
| 10   | A. D. R. Jicaral     | 25   | 22 | 6  | 7 | 9  | 25 | 35 | −10  |  |
| 11   | Pérez Zeledón        | 23   | 22 | 5  | 8 | 9  | 25 | 29 | −4   |  |
| 12   | A. D. Guanacasteca   | 22   | 22 | 5  | 7 | 10 | 23 | 36 | −13  |  |

 Fuente: Liga Promerica
(*) Castigo por criterio administrativo 
|  | Clasifica a gran final   |
|  | Clasifica a semifinales. |
|  | Último lugar.            |

### Evolución
| Jornada       | 1  | 2  | 3  | 4  | 5  | 6  | 7  | 8  | 9  | 10 | 11 | 12 | 13 | 14 | 15 | 16 | 17 | 18 | 19 | 20 | 21 | 22 |
| Equipo        |    |    |    |    |    |    |    |    |    |    |    |    |    |    |    |    |    |    |    |    |    |    |
| ------------- | -- | -- | -- | -- | -- | -- | -- | -- | -- | -- | -- | -- | -- | -- | -- | -- | -- | -- | -- | -- | -- | -- |
| Alajuelense   | 7  | 2  | 1  | 3  | 2  | 3  | 2  | 1  | 1  | 1  | 3  | 3  | 1  | 1  | 1  | 1  | 1  | 1  | 1  | 1  | 1  | 1  |
| Herediano     | 6  | 6  | 6  | 7  | 8  | 9  | 10 | 11 | 12 | 11 | 11 | 9  | 8  | 7  | 6  | 5  | 4  | 2  | 2  | 2  | 3  | 2  |
| Cartaginés    | 12 | 3  | 2  | 1  | 3  | 5  | 3  | 2  | 3  | 3  | 4  | 2  | 3  | 2  | 2  | 2  | 2  | 3  | 3  | 3  | 2  | 3  |
| Saprissa      | 8  | 12 | 11 | 12 | 12 | 11 | 11 | 9  | 9  | 6  | 6  | 7  | 9  | 9  | 9  | 11 | 9  | 9  | 8  | 6  | 4  | 4  |
| San Carlos    | 10 | 1  | 4  | 6  | 5  | 6  | 4  | 4  | 5  | 5  | 5  | 6  | 5  | 6  | 5  | 4  | 3  | 4  | 4  | 4  | 5  | 5  |
| Sporting      | 4  | 8  | 8  | 10 | 7  | 1  | 5  | 5  | 4  | 4  | 1  | 1  | 2  | 4  | 3  | 6  | 7  | 7  | 5  | 5  | 6  | 6  |
| Guadalupe     | 1  | 4  | 5  | 2  | 1  | 2  | 1  | 3  | 2  | 2  | 2  | 4  | 4  | 3  | 4  | 7  | 5  | 5  | 7  | 7  | 7  | 7  |
| Santos        | 9  | 9  | 9  | 11 | 9  | 10 | 12 | 12 | 11 | 12 | 12 | 11 | 11 | 11 | 11 | 12 | 11 | 10 | 10 | 11 | 10 | 8  |
| Grecia        | 3  | 5  | 3  | 5  | 6  | 7  | 7  | 10 | 10 | 9  | 8  | 5  | 7  | 8  | 7  | 3  | 6  | 6  | 6  | 8  | 8  | 9  |
| Jicaral       | 11 | 11 | 10 | 8  | 11 | 8  | 9  | 8  | 8  | 10 | 10 | 12 | 12 | 12 | 12 | 10 | 12 | 12 | 11 | 12 | 11 | 10 |
| Pérez Zeledón | 2  | 7  | 7  | 4  | 4  | 4  | 6  | 6  | 6  | 7  | 7  | 8  | 6  | 5  | 8  | 8  | 8  | 8  | 9  | 9  | 9  | 11 |
| Guanacasteca  | 5  | 10 | 12 | 9  | 10 | 12 | 8  | 7  | 7  | 8  | 9  | 10 | 10 | 10 | 10 | 9  | 10 | 11 | 12 | 10 | 12 | 12 |

### Resumen de resultados
| Local / Visita     | JIC   | ASC   | ADG   | CSC   | CSH   | SAP   | GFC   | LDA       | GRE   | MPZ   | SAN   | SFC   |
| ------------------ | ----- | ----- | ----- | ----- | ----- | ----- | ----- | --------- | ----- | ----- | ----- | ----- |
| A. D. R. Jicaral   |       | 2 - 1 | 2 - 2 | 4 - 3 | 0 - 3 | 1 - 1 | 2 - 0 | 0 - 3     | 1 - 1 | 2 - 1 | 1 - 0 | 2 - 0 |
| A. D. San Carlos   | 1 - 1 |       | 3 - 1 | 3 - 2 | 1 - 1 | 4 - 1 | 2 - 1 | 0 - 3 (*) | 2 - 2 | 1 - 1 | 1 - 0 | 2 - 1 |
| A. D. Guanacasteca | 3 - 2 | 2 - 3 |       | 1 - 1 | 0 - 1 | 1 - 2 | 1 - 2 | 0 - 3     | 1 - 0 | 0 - 0 | 2 - 0 | 2 - 0 |
| C. S. Cartaginés   | 0 - 0 | 1 - 1 | 3 - 0 |       | 1 - 0 | 3 - 1 | 4 - 1 | 1 - 2     | 4 - 0 | 2 - 1 | 4 - 1 | 2 - 1 |
| C. S. Herediano    | 1 - 1 | 1 - 1 | 1 - 2 | 4 - 1 |       | 1 - 1 | 0 - 0 | 1 - 1     | 3 - 1 | 3 - 2 | 3 - 0 | 0 - 1 |
| Deportivo Saprissa | 3 - 1 | 1 - 2 | 2 - 2 | 2 - 4 | 0 - 1 |       | 2 - 1 | 2 - 0     | 0 - 1 | 2 - 1 | 1 - 2 | 1 - 0 |
| Guadalupe F. C.    | 1 - 0 | 3 - 1 | 0 - 0 | 3 - 2 | 1 - 1 | 1 - 2 |       | 0 - 2     | 3 - 1 | 2 - 2 | 4 - 1 | 4 - 2 |
| L. D. Alajuelense  | 3 - 0 | 1 - 0 | 4 - 0 | 3 - 2 | 2 - 1 | 0 - 1 | 1 - 0 |           | 1 - 0 | 3 - 1 | 0 - 2 | 1 - 1 |
| Municipal Grecia   | 1 - 0 | 0 - 1 | 3 - 1 | 2 - 0 | 1 - 1 | 2 - 3 | 3 - 2 | 1 - 1     |       | 2 - 0 | 2 - 0 | 0 - 1 |
| Pérez Zeledón      | 2 - 1 | 1 - 0 | 2 - 2 | 3 - 0 | 2 - 3 | 0 - 0 | 0 - 1 | 2 - 1     | 1 - 1 |       | 1 - 1 | 0 - 1 |
| Santos de Guápiles | 2 - 2 | 1 - 1 | 2 - 0 | 1 - 3 | 0 - 0 | 2 - 1 | 6 - 0 | 2 - 0     | 2 - 0 | 0 - 1 |       | 2 - 3 |
| Sporting F. C.     | 3 - 0 | 4 - 0 | 0 - 0 | 2 - 2 | 0 - 2 | 0 - 1 | 2 - 2 | 2 - 1     | 3 - 2 | 1 - 1 | 1 - 1 |       |

(*) Pierde juego por alineación indebida
|  | Victoria del equipo local     |
|  | Empate                        |
|  | Victoria del equipo visitante |

## Tabla general

### Acumulada de la temporada
| Pos. | Equipo             | Pts. | PJ | G  | E  | P  | GF | GC | Dif. |  |
| ---- | ------------------ | ---- | -- | -- | -- | -- | -- | -- | ---- |  |
| 1    | L. D. Alajuelense  | 83   | 44 | 25 | 8  | 11 | 78 | 43 | +35  |  |
| 2    | C. S. Herediano    | 81   | 44 | 23 | 12 | 9  | 67 | 36 | +31  |  |
| 3    | Deportivo Saprissa | 68   | 44 | 19 | 11 | 14 | 70 | 52 | +18  |  |
| 4    | C. S. Cartaginés   | 68   | 44 | 20 | 8  | 16 | 76 | 63 | +13  |  |
| 5    | Santos de Guápiles | 62   | 44 | 17 | 11 | 16 | 73 | 65 | +8   |  |
| 6    | A. D. San Carlos   | 58   | 44 | 14 | 16 | 14 | 59 | 65 | −6   |  |
| 7    | Sporting F. C.     | 57   | 44 | 15 | 12 | 17 | 59 | 65 | −6   |  |
| 8    | Municipal Grecia   | 55   | 44 | 15 | 10 | 19 | 55 | 57 | −2   |  |
| 9    | Guadalupe F. C.    | 50   | 44 | 12 | 14 | 18 | 50 | 71 | −21  |  |
| 10   | Pérez Zeledón      | 47   | 44 | 11 | 14 | 19 | 46 | 58 | −12  |  |
| 11   | A. D. Guanacasteca | 46   | 44 | 11 | 13 | 20 | 44 | 71 | −27  |  |
| 12   | A. D. R. Jicaral   | 45   | 44 | 10 | 15 | 19 | 44 | 73 | −29  |  |

 Fuente: Liga Promerica
|  | Octavos de final de Liga Concacaf. |
|  | Fase preliminar de Liga Concacaf.  |
|  | Descenso de categoría.             |

## Resultados
- El calendario de los partidos se dio a conocer el 16 de diciembre de 2021.
- Los horarios corresponden al tiempo de Costa Rica (UTC-6).

| Pérez Zeledón                                                                | 1 - 1 | Archivo:Escudo del Municipal Grecia.png Municipal Grecia       | Municipal         | 12 de enero   | 20:00 | 0    | Roy Monge          |  |
| Guadalupe F. C.                                                              | 3 - 2 | C. S. Cartaginés                                               | "Coyella" Fonseca | 12 de enero   | 20:10 | 0    | Raúl Eduarte       |  |
| Sporting F. C.                                                               | 2 - 1 | L. D. Alajuelense                                              | "Cuty" Monge      | 17 de febrero | 15:00 | 2400 | Cristián Rodríguez |  |
| C. S. Herediano                                                              | 1 - 1 | Archivo:Escudo de la A.D.R Jicaral Sercoba.pngA. D. R. Jicaral | "Coyella" Fonseca | 17 de febrero | 20:00 | 5000 | Árbitro            |  |
| Archivo:Escudo San Carlos 2018.svg A. D. San Carlos                          | 1 - 0 | Santos de Guápiles                                             | Carlos Ugalde     | 12 de marzo   | 19:00 | 3000 | Geiner Zúñiga      |  |
| Archivo:Escudo de la Asociación Deportiva Guanacasteca.pngA. D. Guanacasteca | 1 - 2 | Deportivo Saprissa                                             | Chorotega         | 13 de marzo   | 15:00 | 5500 | Benjamín Pineda    |  |
| Total de goles: 16                                                           |       |                                                                |                   |               |       |      |                    |  |

| Archivo:Escudo del Municipal Grecia.pngMunicipal Grecia        | 1 - 1 | C. S. Herediano                                                              | Allen Riggioni          | 15 de enero   | 11:00 | 0            | Henry Bejarano    |  |
| L. D. Alajuelense                                              | 1 - 0 | Guadalupe F. C.                                                              | Nacional                | 15 de enero   | 18:00 | 0            | Hugo Cruz         |  |
| C. S. Cartaginés                                               | 2 - 1 | Pérez Zeledón                                                                | "Fello" Meza            | 16 de enero   | 11:00 | 0            | Adrián Chinchilla |  |
| Deportivo Saprissa                                             | 1 - 2 | Archivo:Escudo San Carlos 2018.svg A. D. San Carlos                          | Nacional                | 16 de enero   | 16:00 | 0            | Benjamín Pineda   |  |
| Archivo:Escudo de la A.D.R Jicaral Sercoba.pngA. D. R. Jicaral | 2 - 2 | Archivo:Escudo de la Asociación Deportiva Guanacasteca.pngA. D. Guanacasteca | Asoc. Cívica Jicaraleña | 23 de febrero | 15:00 | 1200         | Hugo Cruz         |  |
| Santos de Guápiles                                             | 2 - 3 | Sporting F. C.                                                               | Ebal Rodríguez          | 20 de marzo   | 17:00 | Espectadores | Pedro Navarro     |  |
| Total de goles: 18                                             |       |                                                                              |                         |               |       |              |                   |  |

| Sporting F. C.                                           | 2 - 2 | Guadalupe F. C.                                                              | "Cuty" Monge     | 21 de enero | 15:00 | 0 | Ricardo Montero    |  |
| Archivo:Escudo del Municipal Grecia.png Municipal Grecia | 1 - 0 | Archivo:Escudo de la A.D.R Jicaral Sercoba.pngA. D. R. Jicaral               | Allen Riggioni   | 22 de enero | 14:00 | 0 | Hugo Cruz          |  |
| Archivo:Escudo San Carlos 2018.svg A. D. San Carlos      | 1 - 1 | Pérez Zeledón                                                                | Carlos Ugalde    | 22 de enero | 15:00 | 0 | Keylor Herrera     |  |
| L. D. Alajuelense                                        | 4 - 0 | Archivo:Escudo de la Asociación Deportiva Guanacasteca.pngA. D. Guanacasteca | Nacional         | 22 de enero | 17:00 | 0 | Ariel Cordero      |  |
| Santos de Guápiles                                       | 0 - 0 | C. S. Herediano                                                              | Ebal Rodríguez   | 22 de enero | 18:00 | 0 | Cristián Rodríguez |  |
| Deportivo Saprissa                                       | 2 - 4 | C. S. Cartaginés                                                             | Ricardo Saprissa | 22 de enero | 20:00 | 0 | David Gómez        |  |
| Total de goles: 17                                       |       |                                                                              |                  |             |       |   |                    |  |

| Archivo:Escudo de la A.D.R Jicaral Sercoba.png A. D. R. Jicaral               | 1 - 0 | Santos de Guápiles                                       | Asoc. Cívica Jicaraleña | 29 de enero  | 15:00 | 0    | Árbitro           |  |
| Archivo:Escudo de la Asociación Deportiva Guanacasteca.png A. D. Guanacasteca | 1 - 0 | Archivo:Escudo del Municipal Grecia.png Municipal Grecia | Chorotega               | 3 de febrero | 15:00 | 300  | Allen Quirós      |  |
| Guadalupe F. C.                                                               | 3 - 1 | Archivo:Escudo San Carlos 2018.svg A. D. San Carlos      | "Coyella" Fonseca       | 3 de febrero | 18:00 | 200  | William Mattus    |  |
| C. S. Cartaginés                                                              | 2 - 1 | Sporting F. C.                                           | "Fello" Meza            | 3 de febrero | 20:00 | 2500 | Josué Ugalde      |  |
| Pérez Zeledón                                                                 | 2 - 1 | L. D. Alajuelense                                        | Municipal               | 4 de febrero | 15:00 | 2800 | Pablo Camacho     |  |
| C. S. Herediano                                                               | 1 - 1 | Deportivo Saprissa                                       | "Coyella" Fonseca       | 4 de febrero | 17:30 | 3200 | Adrián Chinchilla |  |
| Total de goles: 12                                                            |       |                                                          |                         |              |       |      |                   |  |

| Sporting F. C.                                                                | 3 - 0 | Archivo:Escudo de la A.D.R Jicaral Sercoba.png A. D. R. Jicaral | "Cuty" Monge      | 8 de febrero  | 15:00 | 0    | Pedro Navarro         |  |
| Deportivo Saprissa                                                            | 1 - 2 | Santos de Guápiles                                              | Ricardo Saprissa  | 8 de febrero  | 20:00 | 5000 | Keylor Herrera        |  |
| Archivo:Escudo de la Asociación Deportiva Guanacasteca.png A. D. Guanacasteca | 0 - 0 | Pérez Zeledón                                                   | Chorotega         | 9 de febrero  | 15:00 | 400  | Cristián Rodríguez    |  |
| Guadalupe F. C.                                                               | 3 - 1 | Archivo:Escudo del Municipal Grecia.png Municipal Grecia        | "Coyella" Fonseca | 9 de febrero  | 17:00 | 0    | David Gómez           |  |
| L. D. Alajuelense                                                             | 3 - 2 | C. S. Cartaginés                                                | Nacional          | 9 de febrero  | 20:00 | 8000 | Juan Gabriel Calderón |  |
| Archivo:Escudo San Carlos 2018.svg A. D. San Carlos                           | 1 - 1 | C. S. Herediano                                                 | Carlos Ugalde     | 10 de febrero | 19:00 | 4000 | Ricardo Montero       |  |
| Total de goles: 17                                                            |       |                                                                 |                   |               |       |      |                       |  |

| Archivo:Escudo de la A.D.R Jicaral Sercoba.png A. D. R. Jicaral | 2 - 0 | Guadalupe F. C.                                                               | Asoc. Cívica Jicaraleña | 12 de febrero | 15:00 | 350   | Pablo Camacho         |  |
| Santos de Guápiles                                              | 0 - 1 | Pérez Zeledón                                                                 | Ebal Rodríguez          | 12 de febrero | 18:00 | 200   | Hugo Cruz             |  |
| L. D. Alajuelense                                               | 0 - 1 | Deportivo Saprissa                                                            | Nacional                | 13 de febrero | 11:00 | 18600 | Benjamín Pineda       |  |
| Archivo:Escudo del Municipal Grecia.png Municipal Grecia        | 2 - 0 | C. S. Cartaginés                                                              | Allen Riggioni          | 13 de febrero | 14:00 | 2500  | Henry Bejarano        |  |
| Archivo:Escudo San Carlos 2018.svg A. D. San Carlos             | 3 - 1 | Archivo:Escudo de la Asociación Deportiva Guanacasteca.png A. D. Guanacasteca | Carlos Ugalde           | 14 de febrero | 19:00 | 3200  | Juan Gabriel Calderón |  |
| C. S. Herediano                                                 | 0 - 1 | Sporting F. C.                                                                | "Coyella" Fonseca       | 14 de febrero | 20:00 | 3360  | Keylor Herrera        |  |
| Total de goles: 11                                              |       |                                                                               |                         |               |       |       |                       |  |

| Guadalupe F. C.                                                               | 4 - 1 | Santos de Guápiles                                  | "Coyella" Fonseca       | 18 de febrero | 19:00 | 200  | Juan Gabriel Calderón |  |
| Archivo:Escudo del Municipal Grecia.png Municipal Grecia                      | 0 - 1 | Archivo:Escudo San Carlos 2018.svg A. D. San Carlos | Allen Riggioni          | 19 de febrero | 14:00 | 500  | Benjamín Pineda       |  |
| Pérez Zeledón                                                                 | 0 - 0 | Deportivo Saprissa                                  | Municipal               | 19 de febrero | 20:00 | 5000 | Josué Ugalde          |  |
| C. S. Cartaginés                                                              | 1 - 0 | C. S. Herediano                                     | "Fello" Meza            | 20 de febrero | 11:00 | 5600 | Hugo Cruz             |  |
| Archivo:Escudo de la A.D.R Jicaral Sercoba.png A. D. R. Jicaral               | 0 - 3 | L. D. Alajuelense                                   | Asoc. Cívica Jicaraleña | 20 de febrero | 15:00 | 2500 | Adrián Chinchilla     |  |
| Archivo:Escudo de la Asociación Deportiva Guanacasteca.png A. D. Guanacasteca | 2 - 0 | Sporting F. C.                                      | Chorotega               | 20 de febrero | 15:00 | 3000 | Henry Bejarano        |  |
| Total de goles: 12                                                            |       |                                                     |                         |               |       |      |                       |  |

| Archivo:Escudo San Carlos 2018.svg A. D. San Carlos | 1 - 1 | Archivo:Escudo de la A.D.R Jicaral Sercoba.png A. D. R. Jicaral               | Carlos Ugalde     | 25 de febrero | 18:00 | 800   | Cristián Rodríguez |  |
| Sporting F. C.                                      | 1 - 1 | Pérez Zeledón                                                                 | "Cuty" Monge      | 26 de febrero | 15:00 | 150   | Adrián Chinchilla  |  |
| L. D. Alajuelense                                   | 1 - 0 | Archivo:Escudo del Municipal Grecia.png Municipal Grecia                      | Morera Soto       | 26 de febrero | 17:00 | 12000 | Geiner Zúñiga      |  |
| C. S. Herediano                                     | 1 - 2 | Archivo:Escudo de la Asociación Deportiva Guanacasteca.png A. D. Guanacasteca | "Coyella" Fonseca | 26 de febrero | 20:00 | 5500  | David Gómez        |  |
| Deportivo Saprissa                                  | 2 - 1 | Guadalupe F. C.                                                               | Ricardo Saprissa  | 27 de febrero | 16:00 | 8800  | Pedro Navarro      |  |
| Santos de Guápiles                                  | 1 - 3 | C. S. Cartaginés                                                              | Ebal Rodríguez    | 27 de febrero | 18:00 | 400   | Pablo Camacho      |  |
| Total de goles: 15                                  |       |                                                                               |                   |               |       |       |                    |  |

| C. S. Cartaginés                                                | 1 - 1 | Archivo:Escudo San Carlos 2018.svg A. D. San Carlos                           | "Fello" Meza            | 1 de marzo | 20:00 | 5000 | Adrián Chinchilla     |  |
| Archivo:Escudo del Municipal Grecia.png Municipal Grecia        | 0 - 1 | Sporting F. C.                                                                | Allen Riggioni          | 2 de marzo | 14:00 | 2400 | Hugo Cruz             |  |
| Archivo:Escudo de la A.D.R Jicaral Sercoba.png A. D. R. Jicaral | 1 - 1 | Deportivo Saprissa                                                            | Asoc. Cívica Jicaraleña | 2 de marzo | 15:00 | 2600 | Henry Bejarano        |  |
| Pérez Zeledón                                                   | 0 - 1 | Guadalupe F. C.                                                               | Municipal               | 2 de marzo | 17:00 | 1800 | William Mattus        |  |
| Santos de Guápiles                                              | 2 - 0 | Archivo:Escudo de la Asociación Deportiva Guanacasteca.png A. D. Guanacasteca | Ebal Rodríguez          | 2 de marzo | 17:30 | 1400 | Pedro Navarro         |  |
| C. S. Herediano                                                 | 1 - 1 | L. D. Alajuelense                                                             | "Coyella" Fonseca       | 2 de marzo | 20:00 | 7000 | Juan Gabriel Calderón |  |
| Total de goles:10                                               |       |                                                                               |                         |            |       |      |                       |  |

| Archivo:Escudo del Municipal Grecia.png Municipal Grecia                      | 2 - 0 | Santos de Guápiles                                              | Allen Riggioni    | 5 de marzo | 14:00 | 2500 | William Mattus     |  |
| Guadalupe F. C.                                                               | 1 - 1 | C. S. Herediano                                                 | "Coyella" Fonseca | 5 de marzo | 17:00 | 6000 | Pablo Camacho      |  |
| Sporting F. C.                                                                | 0 - 1 | Deportivo Saprissa                                              | "Cuty" Monge      | 6 de marzo | 15:00 | 4500 | Cristián Rodríguez |  |
| Archivo:Escudo de la Asociación Deportiva Guanacasteca.png A. D. Guanacasteca | 1 - 1 | C. S. Cartaginés                                                | Chorotega         | 6 de marzo | 15:00 | 5000 | Josué Ugalde       |  |
| Archivo:Escudo San Carlos 2018.svg A. D. San Carlos                           | 0 - 3 | L. D. Alajuelense                                               | Carlos Ugalde     | 6 de marzo | 18:00 | 7000 | Hugo Cruz          |  |
| Pérez Zeledón                                                                 | 2 - 1 | Archivo:Escudo de la A.D.R Jicaral Sercoba.png A. D. R. Jicaral | Municipal         | 7 de marzo | 20:00 | 1800 | Geiner Zúñiga      |  |
| Total de goles: 13                                                            |       |                                                                 |                   |            |       |      |                    |  |

| C. S. Herediano                                                               | 3 - 2 | Pérez Zeledón                                                   | "Coyella" Fonseca | 31 de marzo | 18:00 | 4000 | Adrián Chinchilla  |  |
| Sporting F. C.                                                                | 4 - 0 | Archivo:Escudo San Carlos 2018.svg A. D. San Carlos             | Ernesto Rohrmoser | 31 de marzo | 19:00 | 200  | Hugo Cruz          |  |
| C. S. Cartaginés                                                              | 0 - 0 | Archivo:Escudo de la A.D.R Jicaral Sercoba.png A. D. R. Jicaral | "Fello" Meza      | 31 de marzo | 20:30 | 5000 | Pablo Camacho      |  |
| Archivo:Escudo de la Asociación Deportiva Guanacasteca.png A. D. Guanacasteca | 1 - 2 | Guadalupe F. C.                                                 | Chorotega         | 1 de abril  | 15:00 | 3000 | Cristián Rodríguez |  |
| L. D. Alajuelense                                                             | 0 - 2 | Santos de Guápiles                                              | Morera Soto       | 1 de abril  | 18:00 | 5000 | Ariel Cordero      |  |
| Deportivo Saprissa                                                            | 0 - 1 | Archivo:Escudo del Municipal Grecia.png Municipal Grecia        | Ricardo Saprissa  | 1 de abril  | 20:30 | 4800 | Marianella Araya   |  |
| Total de goles: 15                                                            |       |                                                                 |                   |             |       |      |                    |  |

| Archivo:Escudo del Municipal Grecia.png Municipal Grecia        | 2 - 0 | Pérez Zeledón                                                                 | Allen Riggioni          | 5 de abril | 14:00 | 250  | Henry Bejarano        |  |
| Archivo:Escudo de la A.D.R Jicaral Sercoba.png A. D. R. Jicaral | 0 - 3 | C. S. Herediano                                                               | Asoc. Cívica Jicaraleña | 5 de abril | 15:00 | 1500 | Josué Ugalde          |  |
| Santos de Guápiles                                              | 1 - 1 | Archivo:Escudo San Carlos 2018.svg A. D. San Carlos                           | Ebal Rodríguez          | 5 de abril | 18:00 | 200  | Juan Gabriel Calderón |  |
| L. D. Alajuelense                                               | 1 - 1 | Sporting F. C.                                                                | Morera Soto             | 5 de abril | 20:00 | 4000 | Ricardo Montero       |  |
| Deportivo Saprissa                                              | 2 - 2 | Archivo:Escudo de la Asociación Deportiva Guanacasteca.png A. D. Guanacasteca | Ricardo Saprissa        | 6 de abril | 20:00 | 5400 | Pedro Navarro         |  |
| C. S. Cartaginés                                                | 4 - 1 | Guadalupe F. C.                                                               | "Fello" Meza            | 7 de abril | 20:00 | 5400 | Hugo Cruz             |  |
| Total de goles: 18                                              |       |                                                                               |                         |            |       |      |                       |  |

| Archivo:Escudo de la Asociación Deportiva Guanacasteca.png A. D. Guanacasteca | 3 - 2 | Archivo:Escudo de la A.D.R Jicaral Sercoba.png A. D. R. Jicaral | Chorotega         | 9 de abril  | 15:00 | 3000 | Keylor Herrera     |  |
| Archivo:Escudo San Carlos 2018.svg A. D. San Carlos                           | 4 - 1 | Deportivo Saprissa                                              | Carlos Ugalde     | 9 de abril  | 19:30 | 4000 | William Mattus     |  |
| C. S. Herediano                                                               | 3 - 1 | Archivo:Escudo del Municipal Grecia.png Municipal Grecia        | "Coyella" Fonseca | 9 de abril  | 20:00 | 4000 | Cristián Rodríguez |  |
| Pérez Zeledón                                                                 | 3 - 0 | C. S. Cartaginés                                                | Municipal         | 10 de abril | 17:00 | 3000 | Ricardo Montero    |  |
| Guadalupe F. C.                                                               | 0 - 2 | L. D. Alajuelense                                               | "Coyella" Fonseca | 10 de abril | 18:00 | 7000 | Geiner Zúñiga      |  |
| Sporting F. C.                                                                | 1 - 1 | Santos de Guápiles                                              | Ernesto Rohrmoser | 11 de abril | 19:00 | 2000 | Pablo Camacho      |  |
| Total de goles: 21                                                            |       |                                                                 |                   |             |       |      |                    |  |

| Pérez Zeledón                                                                 | 1 - 0 | Archivo:Escudo San Carlos 2018.svg A. D. San Carlos      | Municipal               | 13 de abril | 20:00 | 2000 | Pedro Navarro         |  |
| Archivo:Escudo de la Asociación Deportiva Guanacasteca.png A. D. Guanacasteca | 0 - 3 | L. D. Alajuelense                                        | Chorotega               | 16 de abril | 15:00 | 7000 | Hugo Cruz             |  |
| Archivo:Escudo de la A.D.R Jicaral Sercoba.png A. D. R. Jicaral               | 1 - 1 | Archivo:Escudo del Municipal Grecia.png Municipal Grecia | Asoc. Cívica Jicaraleña | 16 de abril | 15:00 | 3000 | Ricardo Montero       |  |
| Guadalupe F. C.                                                               | 4 - 2 | Sporting F. C.                                           | "Coyella" Fonseca       | 16 de abril | 18:00 | 1200 | Juan Gabriel Calderón |  |
| C. S. Cartaginés                                                              | 3 - 1 | Deportivo Saprissa                                       | "Fello" Meza            | 17 de abril | 11:00 | 6000 | Adrián Chinchilla     |  |
| C. S. Herediano                                                               | 3 - 0 | Santos de Guápiles                                       | "Coyella" Fonseca       | 17 de abril | 16:00 | 5000 | Keylor Herrera        |  |
| Total de goles: 19                                                            |       |                                                          |                         |             |       |      |                       |  |

| Archivo:Escudo San Carlos 2018.svg A. D. San Carlos      | 2 - 1 | Guadalupe F. C.                                                               | Carlos Ugalde     | 19 de abril | 18:30 | 4000         | Ricardo Montero       |  |
| L. D. Alajuelense                                        | 3 - 1 | Pérez Zeledón                                                                 | Morera Soto       | 19 de abril | 20:00 | 5200         | Benjamín Pineda       |  |
| Archivo:Escudo del Municipal Grecia.png Municipal Grecia | 3 - 1 | Archivo:Escudo de la Asociación Deportiva Guanacasteca.png A. D. Guanacasteca | Allen Riggioni    | 20 de abril | 14:00 | 1800         | Josué Ugalde          |  |
| Santos de Guápiles                                       | 2 - 2 | Archivo:Escudo de la A.D.R Jicaral Sercoba.png A. D. R. Jicaral               | Ebal Rodríguez    | 20 de abril | 18:00 | 1400         | David Gómez           |  |
| Sporting F. C.                                           | 2 - 2 | C. S. Cartaginés                                                              | Ernesto Rohrmoser | 20 de abril | 20:00 | Espectadores | Henry Bejarano        |  |
| Deportivo Saprissa                                       | 0 - 1 | C. S. Herediano                                                               | Ricardo Saprissa  | 20 de abril | 20:00 | 5300         | Juan Gabriel Calderón |  |
| Total de goles: 20                                       |       |                                                                               |                   |             |       |              |                       |  |

| Pérez Zeledón                                                   | 2 - 2 | Archivo:Escudo de la Asociación Deportiva Guanacasteca.png A. D. Guanacasteca | Municipal               | 23 de abril | 17:00 | 2000 | Adrián Chinchilla     |  |
| Santos de Guápiles                                              | 2 - 1 | Deportivo Saprissa                                                            | Ebal Rodríguez          | 23 de abril | 19:00 | 4300 | Cristián Rodríguez    |  |
| C. S. Herediano                                                 | 1 - 1 | Archivo:Escudo San Carlos 2018.svg A. D. San Carlos                           | "Coyella" Fonseca       | 23 de abril | 20:00 | 5500 | Henry Bejarano        |  |
| C. S. Cartaginés                                                | 1 - 2 | L. D. Alajuelense                                                             | "Fello" Meza            | 24 de abril | 11:00 | 7100 | Ricardo Montero       |  |
| Archivo:Escudo del Municipal Grecia.png Municipal Grecia        | 3 - 2 | Guadalupe F. C.                                                               | Allen Riggioni          | 24 de abril | 14:00 | 800  | William Mattus        |  |
| Archivo:Escudo de la A.D.R Jicaral Sercoba.png A. D. R. Jicaral | 2 - 0 | Sporting F. C.                                                                | Asoc. Cívica Jicaraleña | 24 de abril | 15:00 | 1600 | Juan Gabriel Calderón |  |
| Total de goles: 19                                              |       |                                                                               |                         |             |       |      |                       |  |

| Pérez Zeledón                                                                 | 1 - 1 | Santos de Guápiles                                              | Municipal         | 26 de abril | 17:00 | 2000  | Ricardo Montero |  |
| C. S. Cartaginés                                                              | 4 - 0 | Archivo:Escudo del Municipal Grecia.png Municipal Grecia        | "Fello" Meza      | 26 de abril | 20:00 | 5000  | Benjamín Pineda |  |
| Archivo:Escudo de la Asociación Deportiva Guanacasteca.png A. D. Guanacasteca | 2 - 3 | Archivo:Escudo San Carlos 2018.svg A. D. San Carlos             | Chorotega         | 27 de abril | 15:00 | 4000  | Keylor Herrera  |  |
| Guadalupe F. C.                                                               | 1 - 0 | Archivo:Escudo de la A.D.R Jicaral Sercoba.png A. D. R. Jicaral | "Coyella" Fonseca | 27 de abril | 18:00 | 2000  | Pablo Camacho   |  |
| Deportivo Saprissa                                                            | 2 - 0 | L. D. Alajuelense                                               | Nacional          | 27 de abril | 20:00 | 15000 | Pedro Navarro   |  |
| Sporting F. C.                                                                | 0 - 2 | C. S. Herediano                                                 | Ernesto Rohrmoser | 27 de abril | 20:00 | 2200  | Hugo Cruz       |  |
| Total de goles: 16                                                            |       |                                                                 |                   |             |       |       |                 |  |

| Santos de Guápiles                                  | 6 - 0 | Guadalupe F. C.                                                               | Ebal Rodríguez    | 30 de abril | 18:00 | 1400 | Juan Gabriel Calderón |  |
| C. S. Herediano                                     | 4 - 1 | C. S. Cartaginés                                                              | "Coyella" Fonseca | 30 de abril | 20:00 | 4000 | Cristián Rodríguez    |  |
| Archivo:Escudo San Carlos 2018.svg A. D. San Carlos | 2 - 2 | Archivo:Escudo del Municipal Grecia.png Municipal Grecia                      | Carlos Ugalde     | 30 de abril | 20:10 | 2000 | Adrián Chinchilla     |  |
| L. D. Alajuelense                                   | 3 - 0 | Archivo:Escudo de la A.D.R Jicaral Sercoba.png A. D. R. Jicaral               | Morera Soto       | 1 de mayo   | 11:00 | 4500 | Josué Ugalde          |  |
| Sporting F. C.                                      | 0 - 0 | Archivo:Escudo de la Asociación Deportiva Guanacasteca.png A. D. Guanacasteca | Ernesto Rohrmoser | 1 de mayo   | 15:00 | 2000 | Pedro Navarro         |  |
| Deportivo Saprissa                                  | 2 - 1 | Pérez Zeledón                                                                 | Ricardo Saprissa  | 1 de mayo   | 16:00 | 5000 | Henry Bejarano        |  |
| Total de goles:21                                   |       |                                                                               |                   |             |       |      |                       |  |

| C. S. Cartaginés                                                              | 4 - 1 | Santos de Guápiles                                  | "Fello" Meza            | 3 de mayo | 20:00 | 3000 | Hugo Cruz       |  |
| Archivo:Escudo del Municipal Grecia.png Municipal Grecia                      | 1 - 1 | L. D. Alajuelense                                   | Allen Riggioni          | 4 de mayo | 11:00 | 2000 | Pablo Camacho   |  |
| Archivo:Escudo de la Asociación Deportiva Guanacasteca.png A. D. Guanacasteca | 0 - 1 | C. S. Herediano                                     | Chorotega               | 4 de mayo | 15:00 | 3000 | Henry Bejarano  |  |
| Archivo:Escudo de la A.D.R Jicaral Sercoba.png A. D. R. Jicaral               | 2 - 1 | Archivo:Escudo San Carlos 2018.svg A. D. San Carlos | Asoc. Cívica Jicaraleña | 4 de mayo | 15:00 | 1500 | Pedro Navarro   |  |
| Pérez Zeledón                                                                 | 0 - 1 | Sporting F. C.                                      | Municipal               | 4 de mayo | 20:00 | 2000 | Keylor Herrera  |  |
| Guadalupe F. C.                                                               | 1 - 2 | Deportivo Saprissa                                  | "Coyella" Fonseca       | 4 de mayo | 20:00 | 3800 | Benjamín Pineda |  |
| Total de goles: 15                                                            |       |                                                     |                         |           |       |      |                 |  |

| Archivo:Escudo de la Asociación Deportiva Guanacasteca.png A. D. Guanacasteca | 2 - 0 | Santos de Guápiles                                              | Chorotega         | 7 de mayo | 15:00 | 4000         | Cristián Rodríguez    |  |
| Guadalupe F. C.                                                               | 2 - 2 | Pérez Zeledón                                                   | "Coyella" Fonseca | 7 de mayo | 18:00 | 1200         | Pedro Navarro         |  |
| Deportivo Saprissa                                                            | 3 - 1 | Archivo:Escudo de la A.D.R Jicaral Sercoba.png A. D. R. Jicaral | Ricardo Saprissa  | 7 de mayo | 20:00 | 5000         | Ricardo Montero       |  |
| Sporting F. C.                                                                | 3 - 2 | Archivo:Escudo del Municipal Grecia.png Municipal Grecia        | Ernesto Rohrmoser | 8 de mayo | 15:00 | 1400         | Josué Ugalde          |  |
| L. D. Alajuelense                                                             | 2 - 1 | C. S. Herediano                                                 | Morera Soto       | 8 de mayo | 17:00 | 7000         | Juan Gabriel Calderón |  |
| Archivo:Escudo San Carlos 2018.svg A. D. San Carlos                           | 3 - 2 | C. S. Cartaginés                                                | Carlos Ugalde     | 8 de mayo | 18:00 | Espectadores | Benjamín Pineda       |  |
| Total de goles: 23                                                            |       |                                                                 |                   |           |       |              |                       |  |

| Archivo:Escudo de la A.D.R Jicaral Sercoba.png A. D. R. Jicaral | 2 - 1 | Pérez Zeledón                                                                 | Asoc. Cívica Jicaraleña | 11 de mayo | 15:00 | 1500 | Benjamín Pineda |  |
| Santos de Guápiles                                              | 2 - 0 | Archivo:Escudo del Municipal Grecia.png Municipal Grecia                      | Ebal Rodríguez          | 11 de mayo | 18:00 | 2000 | Geiner Zúñiga   |  |
| C. S. Cartaginés                                                | 3 - 0 | Archivo:Escudo de la Asociación Deportiva Guanacasteca.png A. D. Guanacasteca | "Fello" Meza            | 11 de mayo | 18:00 | 4000 | Ricardo Montero |  |
| Deportivo Saprissa                                              | 1 - 0 | Sporting F. C.                                                                | Ricardo Saprissa        | 11 de mayo | 20:30 | 6000 | Hugo Cruz       |  |
| C. S. Herediano                                                 | 0 - 0 | Guadalupe F. C.                                                               | "Coyella" Fonseca       | 12 de mayo | 17:30 | 4000 | Josué Ugalde    |  |
| L. D. Alajuelense                                               | 1 - 0 | Archivo:Escudo San Carlos 2018.svg A. D. San Carlos                           | Morera Soto             | 12 de mayo | 20:00 | 5500 | Keylor Herrera  |  |
| Total de goles: 10                                              |       |                                                                               |                         |            |       |      |                 |  |

| Archivo:Escudo San Carlos 2018.svg A. D. San Carlos             | 2 - 1 | Sporting F. C.                                                                | Carlos Ugalde           | 15 de mayo | 15:00 | 4000 | Juan Gabriel Calderón |                 |
| Guadalupe F. C.                                                 | 0 - 0 | Archivo:Escudo de la Asociación Deportiva Guanacasteca.png A. D. Guanacasteca | "Coyella" Fonseca       | 15 de mayo | 15:00 | 2000 | Hugo Cruz             | Sin transmisión |
| Archivo:Escudo de la A.D.R Jicaral Sercoba.png A. D. R. Jicaral | 4 - 3 | C. S. Cartaginés                                                              | Asoc. Cívica Jicaraleña | 15 de mayo | 15:00 | 2000 | Henry Bejarano        |                 |
| Pérez Zeledón                                                   | 2 - 3 | C. S. Herediano                                                               | Municipal               | 15 de mayo | 15:00 | 4000 | Keylor Herrera        |                 |
| Santos de Guápiles                                              | 2 - 0 | L. D. Alajuelense                                                             | Ebal Rodríguez          | 15 de mayo | 17:15 | 3000 | César Orozco          |                 |
| Archivo:Escudo del Municipal Grecia.png Municipal Grecia        | 2 - 3 | Deportivo Saprissa                                                            | Allen Riggioni          | 16 de mayo | 11:00 | 5000 | Pedro Navarro         |                 |
| Total de goles: 22                                              |       |                                                                               |                         |            |       |      |                       |                 |

## Fase final
La Fase de semifinales arrancó hasta el 19 de junio

### Cuadro de desarrollo
|  | Semifinales                                 | Semifinales                                 | Semifinales                                 | Semifinales                                 | Semifinales                                 |   |    | Final                                  | Final                                  | Final                                  | Final                                  | Final                                  |  |    | Gran final                           | Gran final                           | Gran final                           | Gran final                           | Gran final                           |  |
|  | 19 de junio (ida) 21 y 22 de junio (vuelta) | 19 de junio (ida) 21 y 22 de junio (vuelta) | 19 de junio (ida) 21 y 22 de junio (vuelta) | 19 de junio (ida) 21 y 22 de junio (vuelta) | 19 de junio (ida) 21 y 22 de junio (vuelta) |   |    | 26 de junio (ida) 30 de junio (vuelta) | 26 de junio (ida) 30 de junio (vuelta) | 26 de junio (ida) 30 de junio (vuelta) | 26 de junio (ida) 30 de junio (vuelta) | 26 de junio (ida) 30 de junio (vuelta) |  |    | 3 de julio (ida) 6 de julio (vuelta) | 3 de julio (ida) 6 de julio (vuelta) | 3 de julio (ida) 6 de julio (vuelta) | 3 de julio (ida) 6 de julio (vuelta) | 3 de julio (ida) 6 de julio (vuelta) |  |
|  |                                             |                                             |                                             |                                             |                                             |   |    |                                        |                                        |                                        |                                        |                                        |  |    |                                      |                                      |                                      |                                      |                                      |  |
|  |                                             |                                             |                                             |                                             |                                             |   |    |                                        |                                        |                                        |                                        |                                        |  |    |                                      |                                      |                                      |                                      |                                      |  |
|  | 1                                           | L. D. Alajuelense                           | 1                                           | 3                                           | 4                                           |   |    |                                        |                                        |                                        |                                        |                                        |  |    |                                      |                                      |                                      |                                      |                                      |  |
|  | 1                                           | L. D. Alajuelense                           | 1                                           | 3                                           | 4                                           |   |    |                                        |                                        |                                        |                                        |                                        |  |    |                                      |                                      |                                      |                                      |                                      |  |
|  | 4                                           | Deportivo Saprissa                          | 1                                           | 1                                           | 2                                           |   |    |                                        |                                        |                                        |                                        |                                        |  |    |                                      |                                      |                                      |                                      |                                      |  |
|  | 4                                           | Deportivo Saprissa                          | 1                                           | 1                                           | 2                                           |   | F2 | L. D. Alajuelense                      | 0                                      | 1                                      | 1                                      |                                        |  |    |                                      |                                      |                                      |                                      |                                      |  |
|  |                                             |                                             |                                             |                                             |                                             |   | F2 | L. D. Alajuelense                      | 0                                      | 1                                      | 1                                      |                                        |  |    |                                      |                                      |                                      |                                      |                                      |  |
|  |                                             |                                             | F1                                          | C. S. Cartaginés                            | 0                                           | 1 | 1  |                                        |                                        |                                        |                                        |                                        |  |    |                                      |                                      |                                      |                                      |                                      |  |
|  | 2                                           | C. S. Herediano                             | F1                                          | C. S. Cartaginés                            | 0                                           | 1 | 1  | 0                                      | 1                                      | 1                                      |                                        |                                        |  |    |                                      |                                      |                                      |                                      |                                      |  |
|  | 2                                           | C. S. Herediano                             |                                             |                                             |                                             |   |    |                                        |                                        | 1                                      |                                        |                                        |  |    |                                      |                                      |                                      |                                      |                                      |  |
|  | 3                                           | C. S. Cartaginés                            | 1                                           | 1                                           | 2                                           |   |    |                                        |                                        |                                        |                                        |                                        |  |    |                                      |                                      |                                      |                                      |                                      |  |
|  | 3                                           | C. S. Cartaginés                            | 1                                           | 1                                           | 2                                           |   |    |                                        |                                        |                                        |                                        |                                        |  | F2 | L. D. Alajuelense                    | 0                                    | 1                                    | 1                                    |                                      |  |
|  |                                             |                                             |                                             |                                             |                                             |   |    |                                        |                                        |                                        |                                        |                                        |  | F2 | L. D. Alajuelense                    | 0                                    | 1                                    | 1                                    |                                      |  |
|  |                                             |                                             | F1                                          | C. S. Cartaginés                            | 1                                           | 1 | 2  |                                        |                                        |                                        |                                        |                                        |  |    |                                      |                                      |                                      |                                      |                                      |  |
|  |                                             |                                             | F1                                          | C. S. Cartaginés                            | 1                                           | 1 | 2  |                                        |                                        |                                        |                                        |                                        |  |    |                                      |                                      |                                      |                                      |                                      |  |
|  |                                             |                                             |                                             |                                             |                                             |   |    |                                        |                                        |                                        |                                        |                                        |  |    |                                      |                                      |                                      |                                      |                                      |  |
|  |                                             |                                             |                                             |                                             |                                             |   |    |                                        |                                        |                                        |                                        |                                        |  |    |                                      |                                      |                                      |                                      |                                      |  |
|  |                                             |                                             |                                             |                                             |                                             |   |    |                                        |                                        |                                        |                                        |                                        |  |    |                                      |                                      |                                      |                                      |                                      |  |
|  |                                             |                                             |                                             |                                             |                                             |   |    |                                        |                                        |                                        |                                        |                                        |  |    |                                      |                                      |                                      |                                      |                                      |  |
|  |                                             |                                             |                                             |                                             |                                             |   |    |                                        |                                        |                                        |                                        |                                        |  |    |                                      |                                      |                                      |                                      |                                      |  |
|  |                                             |                                             |                                             |                                             |                                             |   |    |                                        |                                        |                                        |                                        |                                        |  |    |                                      |                                      |                                      |                                      |                                      |  |
|  |                                             |                                             |                                             |                                             |                                             |   |    |                                        |                                        |                                        |                                        |                                        |  |    |                                      |                                      |                                      |                                      |                                      |  |
|  |                                             |                                             |                                             |                                             |                                             |   |    |                                        |                                        |                                        |                                        |                                        |  |    |                                      |                                      |                                      |                                      |                                      |  |
|  |                                             |                                             |                                             |                                             |                                             |   |    |                                        |                                        |                                        |                                        |                                        |  |    |                                      |                                      |                                      |                                      |                                      |  |
|  |                                             |                                             |                                             |                                             |                                             |   |    |                                        |                                        |                                        |                                        |                                        |  |    |                                      |                                      |                                      |                                      |                                      |  |

### Semifinales

#### LD Alajuelense - Saprissa
| 19 de junio de 2022, 17:00 | Deportivo Saprissa | 1:1 (0:0) | L. D. Alajuelense | Nacional, San José                                      |                                                         |
|                            | Waston 83'         |           | Venegas 60'       | Asistencia: 27000 espectadores Árbitro(s): Josue Ugalde | Asistencia: 27000 espectadores Árbitro(s): Josue Ugalde |

| 22 de junio de 2022, 20:00 | L. D. Alajuelense                       | 3:1 (1:1;0:0) (t. s.)(Global 4:2) | Deportivo Saprissa | Morera Soto, Alajuela                                    |                                                          |
|                            | Mora 46' · González 101' · Góndola 116' |                                   | Marín 70'          | Asistencia: 21000 espectadores Árbitro(s): Pedro Navarro | Asistencia: 21000 espectadores Árbitro(s): Pedro Navarro |

#### CS Herediano - CS Cartaginés
| 19 de junio de 2022, 11:00 | C. S. Cartaginés | 1:0 (1:0) | C. S. Herediano | "Fello" Meza, Cartago                               |                                                     |
|                            | Vargas 19'       |           |                 | Asistencia: 5500 espectadores Árbitro(s): Hugo Cruz | Asistencia: 5500 espectadores Árbitro(s): Hugo Cruz |

| 21 de junio de 2022, 20:00 | C. S. Herediano | 1:1 (1:0) (Global 1:2) | C. S. Cartaginés | Nacional, San José                                        |                                                           |
|                            | Rojas 29'       |                        | Venegas 64'      | Asistencia: 6000 espectadores Árbitro(s): Benjamín Pineda | Asistencia: 6000 espectadores Árbitro(s): Benjamín Pineda |

### Final II Fase

#### C.S. Cartaginés - L.D. Alajuelense
| 26 de junio de 2022, 11:00 | C. S. Cartaginés | 0:0 | L. D. Alajuelense | "Fello" Meza, Cartago                                        |  |
|                            |                  |     |                   | Asistencia: 10800 espectadores Árbitro(s): Adrián Chinchilla |  |

| 30 de junio de 2022, 20:00                                                           | L. D. Alajuelense | 1:1 (0:0) (Global 1:1) | C. S. Cartaginés     | Morera Soto, Alajuela                                |                                                      |
|                                                                                      | Mora 70'          |                        | Marcel Hernández 85' | Asistencia: 22000 espectadores Árbitro(s): Hugo Cruz | Asistencia: 22000 espectadores Árbitro(s): Hugo Cruz |
| Cartaginés clasifica en la final de Clausura 2022, por la Regla del gol de visitante |                   |                        |                      |                                                      |                                                      |

### Gran Final

#### C.S. Cartaginés - L.D. Alajuelense
| 3 de julio de 2022, 17:00 | C. S. Cartaginés | 1:0 (0:0) | L. D. Alajuelense | "Fello" Meza, Cartago                                      |                                                            |
|                           | Venegas 90+1'    |           |                   | Asistencia: 14.600 espectadores Árbitro(s): Keylor Herrera | Asistencia: 14.600 espectadores Árbitro(s): Keylor Herrera |

| 6 de julio de 2022, 20:00 | L. D. Alajuelense | 1:1 (1:0;0:0) (t. s.)(Global 1:2) | C. S. Cartaginés | Morera Soto, Alajuela       |                             |
|                           | Gamboa 58'        |                                   | Campos 105'      | Árbitro(s): Benjamín Pineda | Árbitro(s): Benjamín Pineda |

#### Final - ida
| 35    | POR   | Kevin Briceño       |     |
| 12    | DEF   | José Luis Quirós    | 70' |
| 17    | DEF   | Daniel Chacón       |     |
| 18    | DEF   | Carlos Barahona     |     |
| 5     | DEF   | José Gabriel Vargas |     |
| 31    | MED   | Michael Barrantes   |     |
| 6     | MED   | Jeikel Venegas      |     |
| 20    | MED   | Víctor Murillo      | 37' |
| 7     | DEL   | Allen Guevara       | 70' |
| 70    | DEL   | Dylan Flores        | 83' |
| 9     | DEL   | Marcel Hernández    |     |
| D. T. | D. T. | Géiner Segura       |     |

| 35    | POR   | Miguel Ajú         |     |
| 4     | DEF   | Ian Smith Quirós   | 65' |
| 22    | DEF   | Geancarlo González |     |
| 13    | DEF   | Alexis Gamboa      |     |
| 16    | DEF   | Yael López         |     |
| 15    | MED   | Celso Borges       |     |
| 33    | MED   | José Miguel Cubero |     |
| 17    | MED   | Carlos Mora        | 84' |
| 25    | MED   | Aarón Suárez       | 70' |
| 99    | DEL   | Freddy Góndola     |     |
| 9     | DEL   | Johan Venegas      |     |
| D. T. | D. T. | Albert Rudé        |     |

| 10 | MED | Ronaldo Araya | 37' |
| 15 | DEL | Byron Bonilla | 70' |
| 4  | DEF | Diego Sánchez | 70' |
| 14 | DEL | Arturo Campos | 83' |

| 27 | DEF | Ian Lawrence       | 65' |
| 10 | MED | Bryan Ruiz         | 70' |
| 9  | DEL | Jurgens Montenegro | 84' |

| 90+1' | Jeikel Venegas | 1:0 |

| 25' · 35' · 90+2' | Víctor Murillo Carlos Barahona Jeikel Venegas |

| 18' · 27' · 45' · 87' · | Ian Smith Carlos Mora Yael López Geancarlo González |

| Principal  | Keylor Herrera      |
| Asistentes | Carlos Fernández    |
|            | William Chow        |
| Cuarto     | Christian Rodríguez |

| 35    | POR   | Kevin Briceño       |     |
| 12    | DEF   | José Luis Quirós    | 70' |
| 17    | DEF   | Daniel Chacón       |     |
| 18    | DEF   | Carlos Barahona     |     |
| 5     | DEF   | José Gabriel Vargas |     |
| 31    | MED   | Michael Barrantes   |     |
| 6     | MED   | Jeikel Venegas      |     |
| 20    | MED   | Víctor Murillo      | 37' |
| 7     | DEL   | Allen Guevara       | 70' |
| 70    | DEL   | Dylan Flores        | 83' |
| 9     | DEL   | Marcel Hernández    |     |
| D. T. | D. T. | Géiner Segura       |     |

| 35    | POR   | Miguel Ajú         |     |
| 4     | DEF   | Ian Smith Quirós   | 65' |
| 22    | DEF   | Geancarlo González |     |
| 13    | DEF   | Alexis Gamboa      |     |
| 16    | DEF   | Yael López         |     |
| 15    | MED   | Celso Borges       |     |
| 33    | MED   | José Miguel Cubero |     |
| 17    | MED   | Carlos Mora        | 84' |
| 25    | MED   | Aarón Suárez       | 70' |
| 99    | DEL   | Freddy Góndola     |     |
| 9     | DEL   | Johan Venegas      |     |
| D. T. | D. T. | Albert Rudé        |     |

| 10 | MED | Ronaldo Araya | 37' |
| 15 | DEL | Byron Bonilla | 70' |
| 4  | DEF | Diego Sánchez | 70' |
| 14 | DEL | Arturo Campos | 83' |

| 27 | DEF | Ian Lawrence       | 65' |
| 10 | MED | Bryan Ruiz         | 70' |
| 9  | DEL | Jurgens Montenegro | 84' |

| 90+1' | Jeikel Venegas | 1:0 |

| 25' · 35' · 90+2' | Víctor Murillo Carlos Barahona Jeikel Venegas |

| 18' · 27' · 45' · 87' · | Ian Smith Carlos Mora Yael López Geancarlo González |

| Principal  | Keylor Herrera      |
| Asistentes | Carlos Fernández    |
|            | William Chow        |
| Cuarto     | Christian Rodríguez |

| 35    | POR   | Kevin Briceño       |     |
| 12    | DEF   | José Luis Quirós    | 70' |
| 17    | DEF   | Daniel Chacón       |     |
| 18    | DEF   | Carlos Barahona     |     |
| 5     | DEF   | José Gabriel Vargas |     |
| 31    | MED   | Michael Barrantes   |     |
| 6     | MED   | Jeikel Venegas      |     |
| 20    | MED   | Víctor Murillo      | 37' |
| 7     | DEL   | Allen Guevara       | 70' |
| 70    | DEL   | Dylan Flores        | 83' |
| 9     | DEL   | Marcel Hernández    |     |
| D. T. | D. T. | Géiner Segura       |     |

| 35    | POR   | Miguel Ajú         |     |
| 4     | DEF   | Ian Smith Quirós   | 65' |
| 22    | DEF   | Geancarlo González |     |
| 13    | DEF   | Alexis Gamboa      |     |
| 16    | DEF   | Yael López         |     |
| 15    | MED   | Celso Borges       |     |
| 33    | MED   | José Miguel Cubero |     |
| 17    | MED   | Carlos Mora        | 84' |
| 25    | MED   | Aarón Suárez       | 70' |
| 99    | DEL   | Freddy Góndola     |     |
| 9     | DEL   | Johan Venegas      |     |
| D. T. | D. T. | Albert Rudé        |     |

| 10 | MED | Ronaldo Araya | 37' |
| 15 | DEL | Byron Bonilla | 70' |
| 4  | DEF | Diego Sánchez | 70' |
| 14 | DEL | Arturo Campos | 83' |

| 27 | DEF | Ian Lawrence       | 65' |
| 10 | MED | Bryan Ruiz         | 70' |
| 9  | DEL | Jurgens Montenegro | 84' |

| 90+1' | Jeikel Venegas | 1:0 |

| 25' · 35' · 90+2' | Víctor Murillo Carlos Barahona Jeikel Venegas |

| 18' · 27' · 45' · 87' · | Ian Smith Carlos Mora Yael López Geancarlo González |

| Principal  | Keylor Herrera      |
| Asistentes | Carlos Fernández    |
|            | William Chow        |
| Cuarto     | Christian Rodríguez |

| 35    | POR   | Kevin Briceño       |     |
| 12    | DEF   | José Luis Quirós    | 70' |
| 17    | DEF   | Daniel Chacón       |     |
| 18    | DEF   | Carlos Barahona     |     |
| 5     | DEF   | José Gabriel Vargas |     |
| 31    | MED   | Michael Barrantes   |     |
| 6     | MED   | Jeikel Venegas      |     |
| 20    | MED   | Víctor Murillo      | 37' |
| 7     | DEL   | Allen Guevara       | 70' |
| 70    | DEL   | Dylan Flores        | 83' |
| 9     | DEL   | Marcel Hernández    |     |
| D. T. | D. T. | Géiner Segura       |     |

| 35    | POR   | Miguel Ajú         |     |
| 4     | DEF   | Ian Smith Quirós   | 65' |
| 22    | DEF   | Geancarlo González |     |
| 13    | DEF   | Alexis Gamboa      |     |
| 16    | DEF   | Yael López         |     |
| 15    | MED   | Celso Borges       |     |
| 33    | MED   | José Miguel Cubero |     |
| 17    | MED   | Carlos Mora        | 84' |
| 25    | MED   | Aarón Suárez       | 70' |
| 99    | DEL   | Freddy Góndola     |     |
| 9     | DEL   | Johan Venegas      |     |
| D. T. | D. T. | Albert Rudé        |     |

| 10 | MED | Ronaldo Araya | 37' |
| 15 | DEL | Byron Bonilla | 70' |
| 4  | DEF | Diego Sánchez | 70' |
| 14 | DEL | Arturo Campos | 83' |

| 27 | DEF | Ian Lawrence       | 65' |
| 10 | MED | Bryan Ruiz         | 70' |
| 9  | DEL | Jurgens Montenegro | 84' |

| 90+1' | Jeikel Venegas | 1:0 |

| 25' · 35' · 90+2' | Víctor Murillo Carlos Barahona Jeikel Venegas |

| 18' · 27' · 45' · 87' · | Ian Smith Carlos Mora Yael López Geancarlo González |

| Principal  | Keylor Herrera      |
| Asistentes | Carlos Fernández    |
|            | William Chow        |
| Cuarto     | Christian Rodríguez |

#### Final - vuelta
| 35    | POR   | Miguel Ajú         |      |
| 4     | DEF   | Ian Smith          | 55'  |
| 22    | DEF   | Geancarlo González |      |
| 13    | DEF   | Alexis Gamboa      |      |
| 27    | DEF   | Ian Lawrence       | 108' |
| 15    | MED   | Celso Borges       | 77'  |
| 11    | MED   | Alex López         | 89'  |
| 10    | MED   | Bryan Ruiz         |      |
| 17    | DEL   | Carlos Mora        |      |
| 99    | DEL   | Freddy Góndola     | 108' |
| 9     | DEL   | Johan Venegas      |      |
| D. T. | D. T. | Albert Rudé        |      |

| 35    | POR   | Kevin Briceño       |      |
| 12    | DEF   | José Luis Quirós    |      |
| 17    | DEF   | Daniel Chacón       |      |
| 18    | DEF   | Carlos Barahona     |      |
| 5     | DEF   | José Gabriel Vargas |      |
| 31    | MED   | Michael Barrantes   | 105' |
| 6     | MED   | Jeikel Venegas      |      |
| 20    | MED   | Víctor Murillo      | 45'  |
| 7     | MED   | Allen Guevara       | 71'  |
| 70    | DEL   | Dylan Flores        | 53'  |
| 9     | DEL   | Marcel Hernández    |      |
| D. T. | D. T. | Géiner Segura       |      |

| 16 | DEF | Yael López         | 55'  |
| 25 | DEL | Aarón Suárez       | 77'  |
| 33 | MED | José Miguel Cubero | 89'  |
| 14 | DEL | Doryan Rodríguez   | 108' |
| 19 | DEL | Josimar Alcócer    | 108' |

| 26 | DEF | Diego Sánchez | 45'  |
| 10 | MED | Ronaldo Araya | 53'  |
| 14 | DEL | Arturo Campos | 71'  |
| 25 | DEL | Byron Bonilla | 105' |
| 7  | MED | Paolo Jiménez | 117' |

| 58' · | Alexis Gamboa | 1:0 |

| 105' | Arturo Campos | 1:1 |

| 52' · 116' · | Freddy Góndola Josimar Alcócer |

| 28' · 56' · | Víctor Murillo Ronaldo Araya |

| Principal  | Benjamín Pineda       |
| Asistentes | Andrés Arrieta        |
|            | Octavio Jara          |
| Cuarto     | Juan Gabriel Calderón |

| 35    | POR   | Miguel Ajú         |      |
| 4     | DEF   | Ian Smith          | 55'  |
| 22    | DEF   | Geancarlo González |      |
| 13    | DEF   | Alexis Gamboa      |      |
| 27    | DEF   | Ian Lawrence       | 108' |
| 15    | MED   | Celso Borges       | 77'  |
| 11    | MED   | Alex López         | 89'  |
| 10    | MED   | Bryan Ruiz         |      |
| 17    | DEL   | Carlos Mora        |      |
| 99    | DEL   | Freddy Góndola     | 108' |
| 9     | DEL   | Johan Venegas      |      |
| D. T. | D. T. | Albert Rudé        |      |

| 35    | POR   | Kevin Briceño       |      |
| 12    | DEF   | José Luis Quirós    |      |
| 17    | DEF   | Daniel Chacón       |      |
| 18    | DEF   | Carlos Barahona     |      |
| 5     | DEF   | José Gabriel Vargas |      |
| 31    | MED   | Michael Barrantes   | 105' |
| 6     | MED   | Jeikel Venegas      |      |
| 20    | MED   | Víctor Murillo      | 45'  |
| 7     | MED   | Allen Guevara       | 71'  |
| 70    | DEL   | Dylan Flores        | 53'  |
| 9     | DEL   | Marcel Hernández    |      |
| D. T. | D. T. | Géiner Segura       |      |

| 16 | DEF | Yael López         | 55'  |
| 25 | DEL | Aarón Suárez       | 77'  |
| 33 | MED | José Miguel Cubero | 89'  |
| 14 | DEL | Doryan Rodríguez   | 108' |
| 19 | DEL | Josimar Alcócer    | 108' |

| 26 | DEF | Diego Sánchez | 45'  |
| 10 | MED | Ronaldo Araya | 53'  |
| 14 | DEL | Arturo Campos | 71'  |
| 25 | DEL | Byron Bonilla | 105' |
| 7  | MED | Paolo Jiménez | 117' |

| 58' · | Alexis Gamboa | 1:0 |

| 105' | Arturo Campos | 1:1 |

| 52' · 116' · | Freddy Góndola Josimar Alcócer |

| 28' · 56' · | Víctor Murillo Ronaldo Araya |

| Principal  | Benjamín Pineda       |
| Asistentes | Andrés Arrieta        |
|            | Octavio Jara          |
| Cuarto     | Juan Gabriel Calderón |

| 35    | POR   | Miguel Ajú         |      |
| 4     | DEF   | Ian Smith          | 55'  |
| 22    | DEF   | Geancarlo González |      |
| 13    | DEF   | Alexis Gamboa      |      |
| 27    | DEF   | Ian Lawrence       | 108' |
| 15    | MED   | Celso Borges       | 77'  |
| 11    | MED   | Alex López         | 89'  |
| 10    | MED   | Bryan Ruiz         |      |
| 17    | DEL   | Carlos Mora        |      |
| 99    | DEL   | Freddy Góndola     | 108' |
| 9     | DEL   | Johan Venegas      |      |
| D. T. | D. T. | Albert Rudé        |      |

| 35    | POR   | Kevin Briceño       |      |
| 12    | DEF   | José Luis Quirós    |      |
| 17    | DEF   | Daniel Chacón       |      |
| 18    | DEF   | Carlos Barahona     |      |
| 5     | DEF   | José Gabriel Vargas |      |
| 31    | MED   | Michael Barrantes   | 105' |
| 6     | MED   | Jeikel Venegas      |      |
| 20    | MED   | Víctor Murillo      | 45'  |
| 7     | MED   | Allen Guevara       | 71'  |
| 70    | DEL   | Dylan Flores        | 53'  |
| 9     | DEL   | Marcel Hernández    |      |
| D. T. | D. T. | Géiner Segura       |      |

| 16 | DEF | Yael López         | 55'  |
| 25 | DEL | Aarón Suárez       | 77'  |
| 33 | MED | José Miguel Cubero | 89'  |
| 14 | DEL | Doryan Rodríguez   | 108' |
| 19 | DEL | Josimar Alcócer    | 108' |

| 26 | DEF | Diego Sánchez | 45'  |
| 10 | MED | Ronaldo Araya | 53'  |
| 14 | DEL | Arturo Campos | 71'  |
| 25 | DEL | Byron Bonilla | 105' |
| 7  | MED | Paolo Jiménez | 117' |

| 58' · | Alexis Gamboa | 1:0 |

| 105' | Arturo Campos | 1:1 |

| 52' · 116' · | Freddy Góndola Josimar Alcócer |

| 28' · 56' · | Víctor Murillo Ronaldo Araya |

| Principal  | Benjamín Pineda       |
| Asistentes | Andrés Arrieta        |
|            | Octavio Jara          |
| Cuarto     | Juan Gabriel Calderón |

| 35    | POR   | Miguel Ajú         |      |
| 4     | DEF   | Ian Smith          | 55'  |
| 22    | DEF   | Geancarlo González |      |
| 13    | DEF   | Alexis Gamboa      |      |
| 27    | DEF   | Ian Lawrence       | 108' |
| 15    | MED   | Celso Borges       | 77'  |
| 11    | MED   | Alex López         | 89'  |
| 10    | MED   | Bryan Ruiz         |      |
| 17    | DEL   | Carlos Mora        |      |
| 99    | DEL   | Freddy Góndola     | 108' |
| 9     | DEL   | Johan Venegas      |      |
| D. T. | D. T. | Albert Rudé        |      |

| 35    | POR   | Kevin Briceño       |      |
| 12    | DEF   | José Luis Quirós    |      |
| 17    | DEF   | Daniel Chacón       |      |
| 18    | DEF   | Carlos Barahona     |      |
| 5     | DEF   | José Gabriel Vargas |      |
| 31    | MED   | Michael Barrantes   | 105' |
| 6     | MED   | Jeikel Venegas      |      |
| 20    | MED   | Víctor Murillo      | 45'  |
| 7     | MED   | Allen Guevara       | 71'  |
| 70    | DEL   | Dylan Flores        | 53'  |
| 9     | DEL   | Marcel Hernández    |      |
| D. T. | D. T. | Géiner Segura       |      |

| 16 | DEF | Yael López         | 55'  |
| 25 | DEL | Aarón Suárez       | 77'  |
| 33 | MED | José Miguel Cubero | 89'  |
| 14 | DEL | Doryan Rodríguez   | 108' |
| 19 | DEL | Josimar Alcócer    | 108' |

| 26 | DEF | Diego Sánchez | 45'  |
| 10 | MED | Ronaldo Araya | 53'  |
| 14 | DEL | Arturo Campos | 71'  |
| 25 | DEL | Byron Bonilla | 105' |
| 7  | MED | Paolo Jiménez | 117' |

| 58' · | Alexis Gamboa | 1:0 |

| 105' | Arturo Campos | 1:1 |

| 52' · 116' · | Freddy Góndola Josimar Alcócer |

| 28' · 56' · | Víctor Murillo Ronaldo Araya |

| Principal  | Benjamín Pineda       |
| Asistentes | Andrés Arrieta        |
|            | Octavio Jara          |
| Cuarto     | Juan Gabriel Calderón |

|                          |
| Campeón C. S. Cartaginés |
| 4.to título              |

## Estadísticas

### Máximos goleadores
Lista con los máximos goleadores de la competencia.
Datos actualizados a 6 de marzo de 2022 y según página oficial.
| Núm. | Pos.           | Jugador               | Equipo                                                          | Goles |
| ---- | -------------- | --------------------- | --------------------------------------------------------------- | ----- |
| 1.º  | Delantero      | Marcel Hernández      | C. S. Cartaginés                                                | 16    |
| 2.º  | Delantero      | Johan Venegas         | L. D. Alajuelense                                               | 11    |
| 2.º  | Delantero      | Jossimar Méndez       | Santos de Guápiles                                              | 10    |
| 4.º  | Delantero      | Anthony Contreras     | A. D. Guanacasteca                                              | 9     |
| 5.º  | Centrocampista | Allen Guevara         | C. S. Cartaginés                                                | 8     |
| 6.º  | Centrocampista | Randall Azofeifa      | Sporting F. C.                                                  | 7     |
| 7.º  | Delantero      | Freddy Góndola        | L. D. Alajuelense                                               | 6     |
| 7.º  | Delantero      | Jairo Arrieta         | Archivo:Escudo de la A.D.R Jicaral Sercoba.png A. D. R. Jicaral | 6     |
| 7.º  | Centrocampista | Jeikel Venegas        | C. S. Cartaginés                                                | 6     |
| 7.º  | Delantero      | Jossimar Pemberton    | Guadalupe F. C.                                                 | 6     |
| 7.º  | Delantero      | Marco Mena            | A. D. San Carlos                                                | 6     |
| 7.º  | Delantero      | Yendrick Ruíz         | C. S. Herediano                                                 | 6     |
| 10.º | Centrocampista | Aarón Murillo         | Guadalupe F. C.                                                 | 5     |
| 10.º | Delantero      | Álvaro Saborio        | A. D. San Carlos                                                | 5     |
| 10.º | Delantero      | Ariel Rodríguez       | Deportivo Saprissa                                              | 5     |
| 10.º | Delantero      | Carlos Mora           | L. D. Alajuelense                                               | 5     |
| 10.º | Centrocampista | Jeaustin Monge        | Pérez Zeledón                                                   | 5     |
| 10.º | Delantero      | Jonathan McDonald     | C. S. Herediano                                                 | 5     |
| 10.º | Delantero      | Kenny Cunningham      | Archivo:Escudo de la A.D.R Jicaral Sercoba.png A. D. R. Jicaral | 5     |
| 10.º | Defensa        | Luis José Hernández   | Santos de Guápiles                                              | 5     |
| 10.º | Centrocampista | Mariano Torres        | Deportivo Saprissa                                              | 5     |
| 10.º | Delantero      | Reimond Salas         | Municipal Grecia                                                | 5     |
| 10.º | Delantero      | Ronaldo Araya         | C. S. Cartaginés                                                | 5     |
| 19.º | Centrocampista | Andrey Mora           | Guadalupe F. C.                                                 | 4     |
| 19.º | Delantero      | Brandon Aguilera      | A. D. Guanacasteca                                              | 4     |
| 19.º | Centrocampista | Christian Bolaños     | Deportivo Saprissa                                              | 4     |
| 19.º | Defensa        | Jean Carlo Agüero     | Municipal Grecia                                                | 4     |
| 19.º | Delantero      | Lucas Gómez           | Pérez Zeledón                                                   | 4     |
| 19.º | Centrocampista | Luis Stewart Pérez    | Pérez Zeledón                                                   | 4     |
| 19.º | Centrocampista | Suhander Zúñiga       | A. D. Guanacasteca                                              | 4     |
| 29.º | Centrocampista | Andrey Soto           | A. D. San Carlos                                                | 3     |
| 29.º | Centrocampista | Brian Martínez        | Municipal Grecia                                                | 3     |
| 29.º | Delantero      | Bryan López           | Sporting F. C.                                                  | 3     |
| 29.º | Centrocampista | Edder Solórzano       | Santos de Guápiles                                              | 3     |
| 29.º | Delantero      | Javon East            | Santos de Guápiles                                              | 3     |
| 29.º | Delantero      | Jeffrey Valverde      | A. D. San Carlos                                                | 3     |
| 29.º | Delantero      | Jimmy Marín           | Deportivo Saprissa                                              | 3     |
| 29.º | Delantero      | John Jairo Ruíz       | C. S. Herediano                                                 | 3     |
| 29.º | Delantero      | José Guillermo Ortiz  | C. S. Herediano                                                 | 3     |
| 29.º | Centrocampista | Juan Luis Pérez       | A. D. San Carlos                                                | 3     |
| 29.º | Centrocampista | Junior Delgado        | Guadalupe F. C.                                                 | 3     |
| 29.º | Delantero      | Rachid Chirino        | A. D. San Carlos                                                | 3     |
| 29.º | Defensa        | Roy Miller            | Sporting F. C.                                                  | 3     |
| 29.º | Centrocampista | Royner Rojas          | Guadalupe F. C.                                                 | 3     |
| 29.º | Centrocampista | Víctor Murillo        | C. S. Cartaginés                                                | 3     |
| 29.º | Defensa        | Yustin Salas          | Municipal Grecia                                                | 3     |
| 38.º | Delantero      | Andy Reyes            | Deportivo Saprissa                                              | 2     |
| 38.º | Centrocampista | Anthony López         | Municipal Grecia                                                | 2     |
| 38.º | Defensa        | Aubrey David          | Deportivo Saprissa                                              | 2     |
| 38.º | Centrocampista | Axel Amador           | Pérez Zeledón                                                   | 2     |
| 38.º | Delantero      | Brian Calabrese       | A. D. San Carlos                                                | 2     |
| 38.º | Centrocampista | Bryan Ruiz            | L. D. Alajuelense                                               | 2     |
| 38.º | Delantero      | Bryan Vega            | Sporting F. C.                                                  | 2     |
| 38.º | Centrocampista | Darryl Araya          | Guadalupe F. C.                                                 | 2     |
| 38.º | Centrocampista | David Guzmán          | Deportivo Saprissa                                              | 2     |
| 38.º | Centrocampista | Dennis Castillo       | Sporting F. C.                                                  | 2     |
| 38.º | Delantero      | Doryan Rodríguez      | L. D. Alajuelense                                               | 2     |
| 38.º | Delantero      | Francisco Rodríguez   | Deportivo Saprissa                                              | 2     |
| 38.º | Delantero      | Giovanni Clunie       | Sporting F. C.                                                  | 2     |
| 38.º | Centrocampista | Gustavo Méndez        | Archivo:Escudo de la A.D.R Jicaral Sercoba.png A. D. R. Jicaral | 2     |
| 38.º | Centrocampista | Jefferson Brenes      | C. S. Herediano                                                 | 2     |
| 38.º | Centrocampista | Joshua Navarro        | Pérez Zeledón                                                   | 2     |
| 38.º | Centrocampista | José Luís Quirós      | C. S. Cartaginés                                                | 2     |
| 38.º | Delantero      | Josué Martínez        | Guadalupe F. C.                                                 | 2     |
| 38.º | Centrocampista | Joshua Parra          | Municipal Grecia                                                | 2     |
| 38.º | Delantero      | Jurgens Montenegro    | L. D. Alajuelense                                               | 2     |
| 38.º | Delantero      | Kennedy Rocha         | C. S. Herediano                                                 | 2     |
| 38.º | Delantero      | Kenneth Vargas        | C. S. Herediano                                                 | 2     |
| 38.º | Defensa        | Kenner Gutiérrez      | Municipal Grecia                                                | 2     |
| 38.º | Delantero      | Kermey Arboine        | Archivo:Escudo de la A.D.R Jicaral Sercoba.png A. D. R. Jicaral | 2     |
| 38.º | Delantero      | Luis Miguel Franco    | C. S. Herediano                                                 | 2     |
| 38.º | Delantero      | Luís Rodríguez        | Municipal Grecia                                                | 2     |
| 38.º | Centrocampista | Marvin Angulo         | Deportivo Saprissa                                              | 2     |
| 38.º | Delantero      | Patrick Palacios      | Archivo:Escudo de la A.D.R Jicaral Sercoba.png A. D. R. Jicaral | 2     |
| 38.º | Delantero      | Roger Rojas           | Sporting F. C.                                                  | 2     |
| 38.º | Defensa        | William Fernández     | Archivo:Escudo de la A.D.R Jicaral Sercoba.png A. D. R. Jicaral | 2     |
| 69.º | Defensa        | Aarón Salazar         | C. S. Herediano                                                 | 1     |
| 69.º | Delantero      | Aarón Suárez          | L. D. Alajuelense                                               | 1     |
| 69.º | Centrocampista | Alex López            | L. D. Alajuelense                                               | 1     |
| 69.º | Delantero      | Andrés Gómez          | Guadalupe F. C.                                                 | 1     |
| 69.º | Delantero      | Arturo Campos         | C. S. Cartaginés                                                | 1     |
| 69.º | Delantero      | Brian Félix           | L. D. Alajuelense                                               | 1     |
| 69.º | Centrocampista | Bruno Tiago           | Pérez Zeledón                                                   | 1     |
| 69.º | Delantero      | Byron Bonilla         | C. S. Cartaginés                                                | 1     |
| 69.º | Defensa        | Carlos Luis Barahona  | C. S. Cartaginés                                                | 1     |
| 69.º | Delantero      | Carlos Barahona       | Archivo:Escudo de la A.D.R Jicaral Sercoba.png A. D. R. Jicaral | 1     |
| 69.º | Centrocampista | Carlos Martínez       | A. D. San Carlos                                                | 1     |
| 69.º | Delantero      | Carlos Villegas       | Deportivo Saprissa                                              | 1     |
| 69.º | Centrocampista | Celso Borges          | L. D. Alajuelense                                               | 1     |
| 69.º | Delantero      | Creishel Pérez        | Guadalupe F. C.                                                 | 1     |
| 69.º | Defensa        | Cristopher Meneses    | Sporting F. C.                                                  | 1     |
| 69.º | Defensa        | Daniel Chacón         | C. S. Cartaginés                                                | 1     |
| 69.º | Centrocampista | Dayron Sánchez        | A. D. Guanacasteca                                              | 1     |
| 69.º | Centrocampista | Denilson Mason        | Santos de Guápiles                                              | 1     |
| 69.º | Centrocampista | Diego Estrada         | Guadalupe F. C.                                                 | 1     |
| 69.º | Centrocampista | Diego González        | C. S. Herediano                                                 | 1     |
| 69.º | Centrocampista | Diego Mesén           | Pérez Zeledón                                                   | 1     |
| 69.º | Defensa        | Douglas López         | Santos de Guápiles                                              | 1     |
| 69.º | Delantero      | Dylan Flores          | C. S. Cartaginés                                                | 1     |
| 69.º | Defensa        | Everardo Rubio        | Santos de Guápiles                                              | 1     |
| 69.º | Centrocampista | Eduardo Juárez        | Guadalupe F. C.                                                 | 1     |
| 69.º | Delantero      | Enyel Escoe           | Municipal Grecia                                                | 1     |
| 69.º | Defensa        | Erick Cabalceta       | A. D. San Carlos                                                | 1     |
| 69.º | Defensa        | Esteban Cano          | Archivo:Escudo de la A.D.R Jicaral Sercoba.png A. D. R. Jicaral | 1     |
| 69.º | Centrocampista | Esteban Rodríguez     | A. D. San Carlos                                                | 1     |
| 69.º | Centrocampista | Fabricio Ramírez      | Guadalupe F. C.                                                 | 1     |
| 69.º | Delantero      | Gabriel Leiva         | Pérez Zeledón                                                   | 1     |
| 69.º | Defensa        | Geancarlo González    | L. D. Alajuelense                                               | 1     |
| 69.º | Defensa        | Hacxell Quirós        | A. D. Guanacasteca                                              | 1     |
| 69.º | Delantero      | Harry Rojas           | Sporting F. C.                                                  | 1     |
| 69.º | Centrocampista | Isaac Salas           | Santos de Guápiles                                              | 1     |
| 69.º | Centrocampista | Jaylon Hadden         | Deportivo Saprissa                                              | 1     |
| 69.º | Defensa        | Jeyland Mitchell      | A. D. Guanacasteca                                              | 1     |
| 69.º | Defensa        | Jhamir Ordain         | Pérez Zeledón                                                   | 1     |
| 69.º | Defensa        | Joaquin Aguirre       | Sporting F. C.                                                  | 1     |
| 69.º | Centrocampista | John Paul Ruíz        | C. S. Herediano                                                 | 1     |
| 69.º | Centrocampista | Jonathan Martínez     | Sporting F. C.                                                  | 1     |
| 69.º | Defensa        | José Gabriel Vargas   | C. S. Cartaginés                                                | 1     |
| 69.º | Defensa        | José Garro            | Archivo:Escudo de la A.D.R Jicaral Sercoba.png A. D. R. Jicaral | 1     |
| 69.º | Centrocampista | José Miguel Cubero    | L. D. Alajuelense                                               | 1     |
| 69.º | Centrocampista | José Paulo Rodríguez  | Sporting F. C.                                                  | 1     |
| 69.º | Delantero      | José Sosa             | A. D. San Carlos                                                | 1     |
| 69.º | Delantero      | Jossimar Alcocer      | L. D. Alajuelense                                               | 1     |
| 69.º | Delantero      | Jostin Daly           | C. S. Herediano                                                 | 1     |
| 69.º | Defensa        | Juan Diego Madrigal   | Santos de Guápiles                                              | 1     |
| 69.º | Defensa        | Juan Miguel Basulto   | C. S. Herediano                                                 | 1     |
| 69.º | Defensa        | Kendall Waston        | Deportivo Saprissa                                              | 1     |
| 69.º | Centrocampista | Kemar Beckford        | Archivo:Escudo de la A.D.R Jicaral Sercoba.png A. D. R. Jicaral | 1     |
| 69.º | Delantero      | Lauro Cazal           | Sporting F. C.                                                  | 1     |
| 69.º | Centrocampista | Luis Carlos Barrantes | Pérez Zeledón                                                   | 1     |
| 69.º | Delantero      | Luis Paradela         | Santos de Guápiles                                              | 1     |
| 69.º | Delantero      | Orlando Sinclair      | Deportivo Saprissa                                              | 1     |
| 69.º | Centrocampista | Manuel Morán          | Pérez Zeledón                                                   | 1     |
| 69.º | Defensa        | Mauricio Salas        | Santos de Guápiles                                              | 1     |
| 69.º | Centrocampista | Néstor Monge          | Pérez Zeledón                                                   | 1     |
| 69.º | Delantero      | Nicolás Azofeifa      | A. D. Guanacasteca                                              | 1     |
| 69.º | Defensa        | Orlando Galo          | C. S. Herediano                                                 | 1     |
| 69.º | Centrocampista | Paulo Méndez          | Municipal Grecia                                                | 1     |
| 69.º | Defensa        | Pedro Leal            | A. D. Guanacasteca                                              | 1     |
| 69.º | Centrocampista | Raheem Cole           | A. D. San Carlos                                                | 1     |
| 69.º | Centrocampista | Roan Wilson           | Municipal Grecia                                                | 1     |
| 69.º | Centrocampista | Samuel Román          | Archivo:Escudo de la A.D.R Jicaral Sercoba.png A. D. R. Jicaral | 1     |
| 69.º | Defensa        | Sergio Núñez          | Guadalupe F. C.                                                 | 1     |
| 69.º | Defensa        | William Quirós        | C. S. Cartaginés                                                | 1     |
| 69.º | Centrocampista | Yeison Molina         | A. D. Guanacasteca                                              | 1     |
| 69.º | Centrocampista | Yeltsin Tejeda        | C. S. Herediano                                                 | 1     |
| 69.º | Defensa        | Yosel Piedra          | A. D. San Carlos                                                | 1     |
| 69.º | Defensa        | Yostin Salinas        | Sporting F. C.                                                  | 1     |

### Tripletes o más
| Fecha       | Jugador          | Goles             | Local              |  | Resultado |  | Visitante          | Jornada |
| ----------- | ---------------- | ----------------- | ------------------ |  | --------- |  | ------------------ | ------- |
| 26 de abril | Marcel Hernández | 7' 12' 67', pen.' | C. S. Cartaginés   |  | 4 – 0     |  | Municipal Grecia   | 17      |
| 27 de abril | Marco Mena       | 70' 80' 90+3'     | A. D. Guanacasteca |  | 2 – 3     |  | A. D. San Carlos   | 17      |
| 30 de abril | Jossimar Méndez  | 52' 62' 88'       | Santos de Guápiles |  | 6 – 0     |  | Guadalupe F. C.    | 18      |
| 3 de mayo   | Allen Guevara    | 34' 69' 81'       | C. S. Cartaginés   |  | 4 – 1     |  | Santos de Guápiles | 19      |

### Autogoles
| Fecha         | Jugador        | Minuto | Local           |  | Resultado |  | Visitante          | Jornada |
| ------------- | -------------- | ------ | --------------- |  | --------- |  | ------------------ | ------- |
| 26 de febrero | Roy Smith      | 84'    | Sporting F. C.  |  | 1 – 1     |  | Pérez Zeledón      | 8       |
| 26 de abril   | Everardo Rubio | 64'    | Pérez Zeledón   |  | 1 – 1     |  | Santos de Guápiles | 17      |
| 4 de mayo     | Jaylon Hadden  | 25'    | Guadalupe F. C. |  | 1 – 2     |  | Deportivo Saprissa | 19      |